# Katharina Zitelmann
Katharina Zitelmann (née le 26 décembre 1844 à Stettin, morte le 4 février 1926 à Berlin) est une écrivaine allemande.

## Biographie
Katharina Zitelmann est issue d'une famille de juristes de Stettin qui a plusieurs écrivains. Son père Otto Konrad Zitelmann (de) (1814–1889) est conseiller gouvernemental et écrivain. Son frère cadet Ernst Zitelmann (de) (1852-1923) est  professeur à Bonn et publie des poèmes. Son cousin Ernst Otto Zitelmann (1854–1897), connu sous le nom de Konrad Telmann, vit à Rome à partir de 1891, où il se consacre entièrement à l'écriture.
Katharina Zitelmann va à l'école supérieure pour filles de sa ville natale de Stettin de 1855 à 1860. Elle reste célibataire et assiste les activités de son père à sa mort en 1889. Elle publie ses premières œuvres à Stettin, en 1873 une nouvelle dans le journal de divertissement Über Land und Meer (de) et en 1884 sa collection de nouvelles Was wird sie thun.
Après la mort de son père, elle quitte Stettin et voyage à l'étranger en Égypte, en Inde, en Chine, au Japon et en Amérique, dont elle traite ses impressions dans son œuvre. En 1895, elle s'installe à Berlin, mais continue à parcourir de longues distances jusqu'en 1908. De 1908 à 1918, elle est présidente de l'Association allemande des écrivaines. Elle est membre du conseil d'administration de l'Alliance allemande pour la réforme agraire de 1908 jusqu'à sa mort. Elle est également membre de l'Alliance poméranienne pour promouvoir l'art local, fondée en 1914.